# Hãng phim truyện Việt Nam
Hãng phim truyện Việt Nam (tên đầy đủ là Công ty Cổ phần Đầu tư và Phát triển phim truyện Việt Nam, tên giao dịch tiếng Anh: Vietnam Feature film Studio, viết tắt là VFS), là hãng phim nhà nước lớn nhất Việt Nam ra đời dưới tên Doanh nghiệp Quốc doanh chiếu bóng và chụp ảnh, do Chủ tịch Hồ Chí Minh ký Sắc lệnh thành lập ngày 15 tháng 3 năm 1953. Hãng hiện thuộc sở hữu của Bộ Văn hóa, Thể thao và Du lịch (Việt Nam). Tiền thân của VFS qua các thời kỳ là Xưởng phim Hà Nội, Xí nghiệp phim truyện Việt Nam.
Ngày 29/6/2010, Bộ Văn hóa, Thể thao và Du lịch ra quyết định số 2238/QĐ-BVHTTDL phê duyệt phương án chuyển đổi Hãng phim truyện Việt Nam thành Công ty Trách nhiệm hữu hạn một thành viên Hãng phim truyện Việt Nam. Tháng 6/2017, Bộ Văn hóa, Thể thao và Du lịch ra quyết định thành lập Công ty Cổ phần Đầu tư và Phát triển Phim truyện Việt Nam thay thế cho Công ty Trách nhiệm hữu hạn một thành viên Hãng phim truyện Việt Nam.
Từ khi không còn được hưởng chế độ bao cấp của Nhà nước và chuyển sang mô hình công ty trách nhiệm hữu hạn trong thời kì kinh tế mới, Hãng phim truyện Việt Nam gặp rất nhiều khó khăn về tài chính, cơ sở vật chất xuống cấp nghiêm trọng. Ngoài ra, những khuất tất trong quá trình cổ phần hóa hãng phim dưới tên "Công ty cổ phần Đầu tư và Phát triển Phim truyện Việt Nam" đang dấy lên những nghi ngờ và tạo ra làn sóng phản đối từ các nghệ sĩ, diễn viên có tên tuổi.

## Một số bộ phim nổi bật
Ngày 7/12/1959, hãng sản xuất bộ phim truyện đầu tiên của điện ảnh Cách mạng "Chung một dòng sông". Tính đến thời điểm này, hãng đã sản xuất được hơn 400 bộ phim với nhiều thể loại như phim nhựa điện ảnh, phim truyền hình, phim nghệ thuật và phim tài liệu. Là một trong những hãng phim lâu đời tại Việt Nam, những bộ phim do Hãng phim truyện Việt Nam sản xuất qua nhiều mốc thời gian đều để lại ấn tượng tốt trong lòng khán giả, gây tiếng vang và giành được nhiều danh hiệu, giải thưởng danh giá trong nước và quốc tế. 
- Bài ca ra trận.
- Bao giờ cho đến tháng Mười.
- Chị Dậu.
- Chị Tư Hậu.
- Chung một dòng sông.
- Đêm hội Long Trì.
- Đừng đốt.
- Em bé Hà Nội.
- Hà Nội 12 ngày đêm.
- Hà Nội mùa Đông năm 46
- Hoa ban đỏ.
- Hoàng Hoa Thám.
- Kẻ không cầu may.
- Không nơi ẩn nấp.
- Kiếp phù du.
- Ký ức Điện Biên.
- Mối tình đầu.
- Mùa hè chiều thẳng đứng.
- Mùi cỏ cháy.
- Ngày lễ Thánh.
- Những người viết huyền thoại.
- Nổi gió.
- Sóng ở đáy sông.
- Số đỏ.
- Sống cùng lịch sử.
- Sống mãi với thủ đô.
- Sống trong sợ hãi.
- Thằng Bờm.
- Thị xã trong tầm tay.
- Tiền tuyến gọi.
- Tọa độ chết.
- Truyện cổ tích cho tuổi mười bảy.
- Tự thú trước bình minh.
- Tướng về hưu.
- Vĩ tuyến 17 ngày và đêm.

## Giám đốc qua các thời kỳ
- Phạm Văn Khoa (1956 - 1959)
- Phạm Tuấn Khánh (1960 - 1961)
- Hồ Văn Lái (1962 - 1964)
- Trần Ngọc Liu (1965 - 1973)
- Vũ Năng An (1972 - 1979)
- Nguyễn Thụ (1979 - 1984)
- Nguyễn Hải Ninh (1984 - 1994)
- Nguyễn Kim Cương (1994 - 1998)
- Nguyễn Thị Hồng Ngát (1999 - 2000)
- Nguyễn Văn Nam (2001 - 2007)
- Lê Đức Tiến (2007 - 2009)
- Vương Đức (2009 - 2016)